# Aname longitheca
Espèce
Aname longitheca est une espèce d'araignées mygalomorphes de la famille des Anamidae.

## Distribution
Cette espèce est endémique du Queensland en Australie. Elle se rencontre vers Rubyvale.

## Description
La carapace de la femelle holotype mesure 7,38 mm de long sur 6,19 mm et l'abdomen 9,50 mm de long sur 6,70 mm.
Le mâle décrit par Wilson, Harvey, Simmons et Rix en 2025 mesure 18,88 mm et la femelle 20,28 mm.

## Systématique et taxinomie
Cette espèce a été décrite par Raven en 1985.

## Publication originale
- Raven, 1985 : « A revision of the Aname pallida species-group in northern Australia. » Australian Journal of Zoology, vol. 33, no 3, p. 377-409.